# Реформа скорой (экстренной) медицинской помощи на Украине с 2016 года
Реформа скорой (экстренной) медицинской помощи на Украине с 2016 года (укр. Реформа швидкої (екстреної) медичної допомоги) — мероприятия Министерства здравоохранения Украины, проводившиеся в 2016-2018 годах под руководством Ульяны Супрун в целях более качественного и своевременного оказания экстренной медицинской помощи. Они являются частью медицинской реформы.

## Системы экстренной медицинской помощи

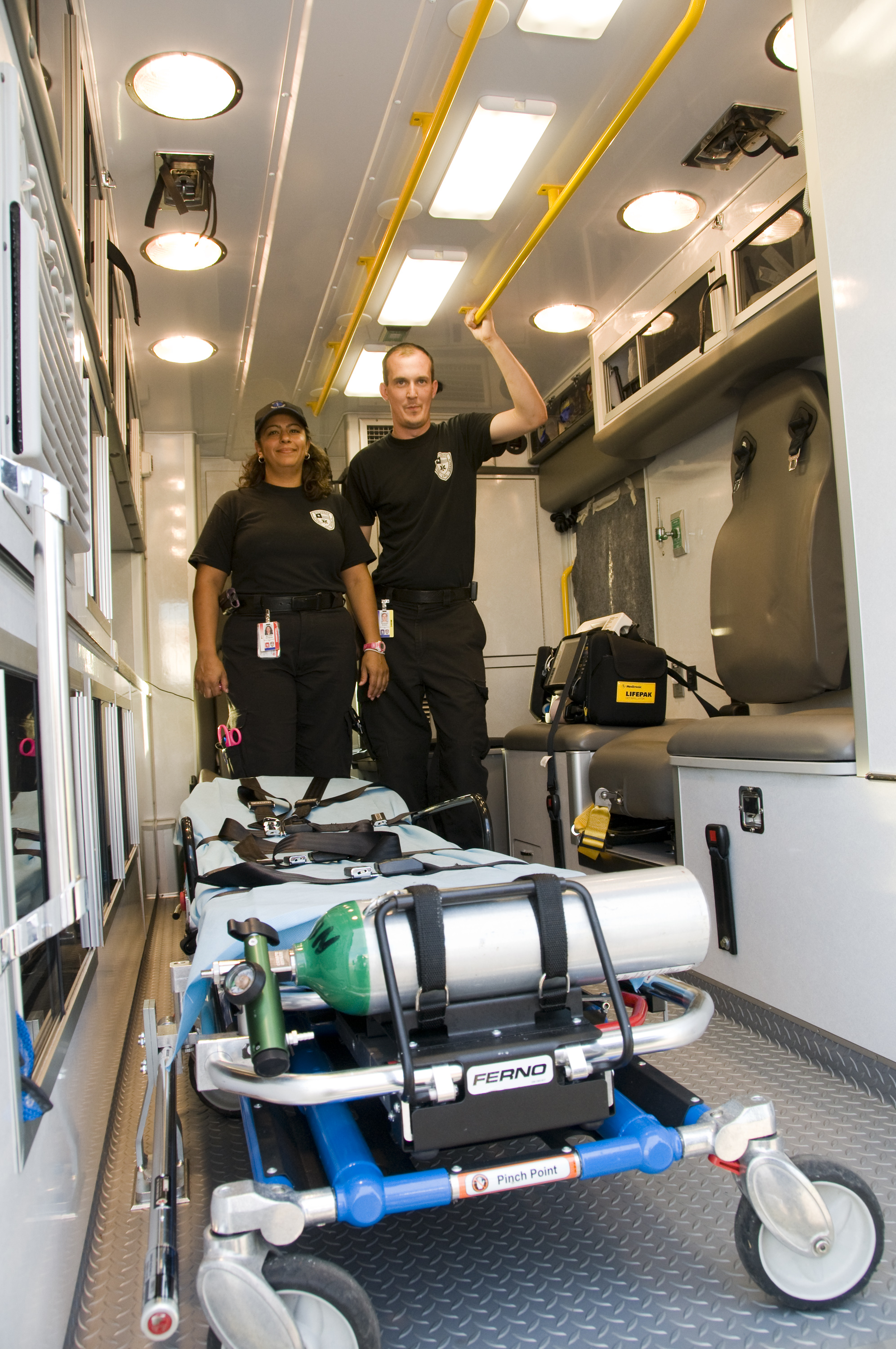
Парамедики в Техасе

В мире существует две основные системы экстренной медицинской помощи:
- немецко-французская, где экстренную медицинскую помощь на догоспитальном этапе оказывают врачи,
- англо-американская, где помощь оказывают экстренные медицинские техники различного уровня, в том числе парамедики.[2]

В большинстве стран для обеспечения эффективной догоспитальной помощи, оставаясь в рамках бюджета и потенциала существующей инфраструктуры, часто проводятся компромиссные решения. В самих странах, откуда происходят эти модели, они изменились в сторону эффективного оказания медицинской помощи.
В нескольких штатах США на отдельные тяжелые случаи могут выезжать врачи. Врачи, специализирующиеся на неотложных состояниях, работают на воздушной экстренной медицинской помощи Великобритании и Австралии.
В Германии сейчас врачи выезжают не на все вызовы. Часть вызовов может полностью обслуживаться только немецким аналогом парамедиков (нем. Rettungsassistent), в других случаях врач приезжает отдельно, предоставляет только консультацию или помощь, а пациента транспортирует бригада без врача.

## Общая информация

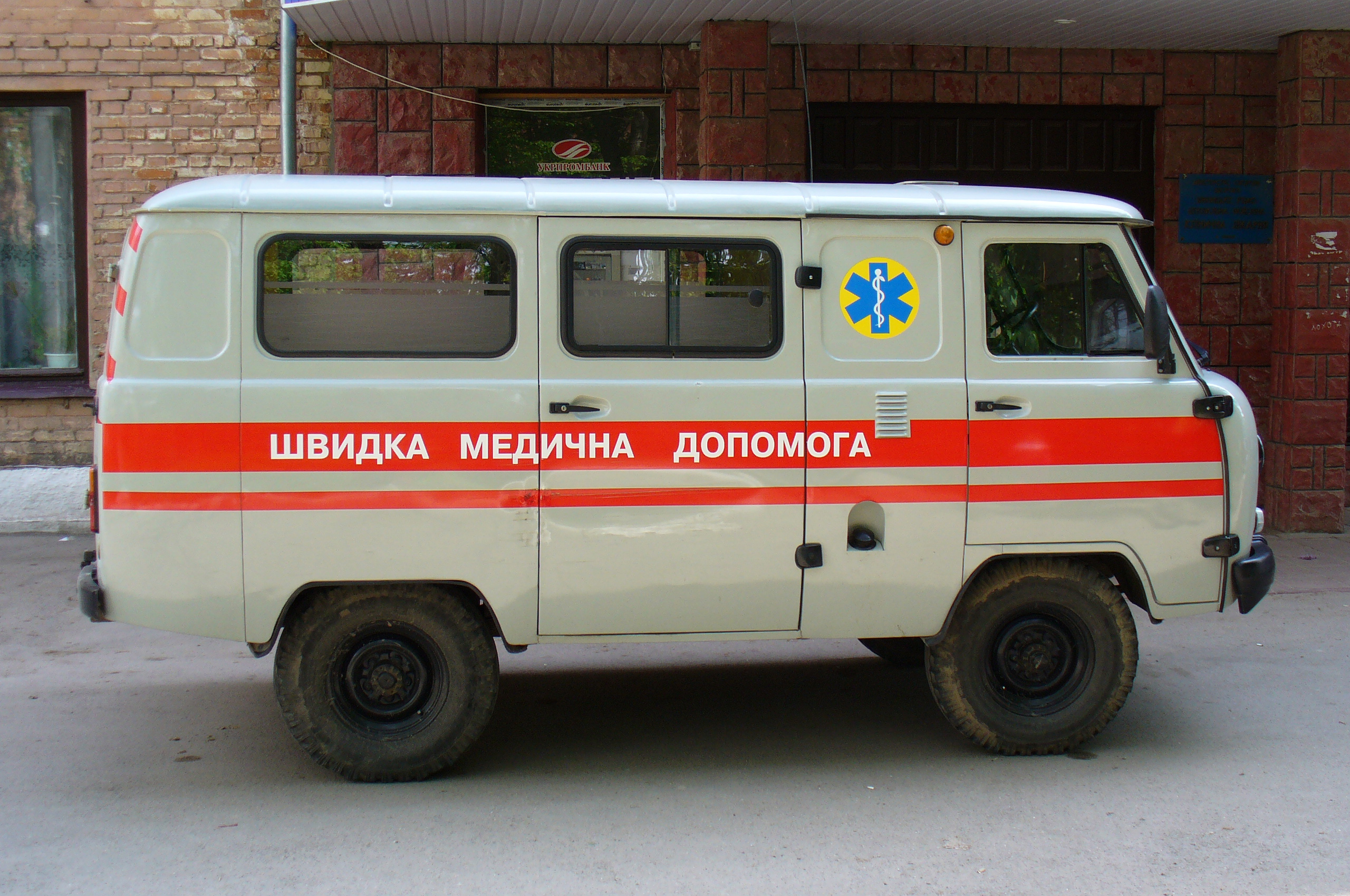
Автомобиль скорой медицинской помощи, модификация УАЗ-3962.

На Украине не хватает около трети бригад экстренной медицинской помощи. Многие врачи — предпенсионного возраста. В то же время, молодых врачей на работу в эту отрасль приходит мало Часть автомобилей недоукомплектованы. Также не хватает и самих машин. Транспорт и медицинская техника в среднем на 60—70% устаревшие, физически изношенные и требуют замены. В некоторых бригадах работает персонал без надлежащего образования, в частности санитарки.
Полвека назад подобная проблема была и в США. Национальная академия наук США в 1966 году выпустила отчёт «Случайная смерть и инвалидность: отвергнутое заболевания современного общества» («Белая книга»), который считается ориентиром в развитии системы экстренной медицинской помощи в США. Согласно ему стандарты, по которым работали службы экстренной медицинской помощи, были различными и «часто низкими»; «Большинство машин скорой помощи, используемых в стране, непригодны, имеют неполное ... оборудование, неадекватные запасы, а также обслуживаются неопытными работниками».

Этот отчёт привел к разработке и внедрению первых служб экстренной медицинской помощи и персонала, требования к которым определялись на федеральном уровне. Реформы, начатые изданием этой «Белой книги», способствовали тому, что парамедики и экстренные медицинские техники начали оказывать качественную помощь как на месте происшествия, так и во время транспортировки.
Активное реформирование экстренной медицинской помощи было начато после назначения на пост руководителя Минздрава Ульяны Супрун. Основными направлениями реформы являются:
- улучшение обучения немедицинских работников;
- стандартизация медицинской помощи по принципу доказательной медицины;
- внедрение ЕМТ и парамедиков;
- обучение персонала в соответствии с новыми программами;
- улучшение работы диспетчерских;
- создание отделений экстренной медицинской помощи.[10]

Реформирование экстренной медицинской помощи было предусмотрено среднесрочным планом приоритетных действий правительства до 2020 года, утверждённым распоряжением Кабинета Министров Украины от 3 апреля 2017 № 275-р.

## Улучшение обучения немедицинских работников
Для улучшения выживания от превентивных причин смерти следует максимально приблизить помощь к больному или пострадавшему. Необходимо укрепить всю цепь выживания. На Украине есть следующие уровни оказания помощи догоспитальной помощи:
- лица, обязанные предоставлять домедицинскую помощь (аналог международного термина «Emergency medical responder[англ.]»[15]);
- экстренные медицинские техники;
- парамедики;
- врачи медицины неотложных состояний.[16]

Согласно Закону Украины «Об экстренной медицинской помощи» лицами, которые обязаны предоставлять домедицинскую помощь человеку в неотложном состоянии, являются:
- спасатели аварийно-спасательных служб;
- работники государственной пожарной охраны;
- полицейские, фармацевтические работники;
- проводники пассажирских вагонов;
- бортпроводники;
- другие лица, не имеющие медицинского образования, но по своим служебным обязанностям должны владеть практическими навыками оказания домедицинской помощи.[16][17]

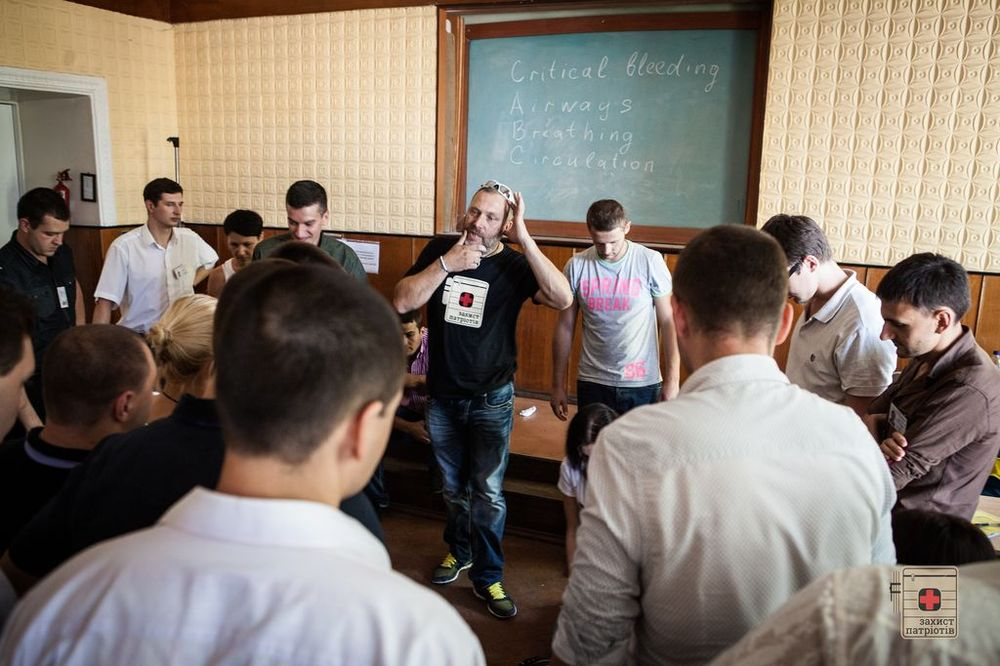
Обучение инструкторами патрульных полицейских домедицинской помощи.

Также, в соответствии со статьей 18 Закона Украины «О Национальной полиции», полицейские обязаны оказывать неотложную, в частности домедицинскую и медицинскую, помощь лицам, пострадавшим в результате правонарушений, несчастных случаев, а также лицам, которые оказались в беспомощном состоянии или состоянии, опасном для их жизни или здоровья.
Порядок подготовки лиц, которые обязаны предоставлять домедицинскую помощь определен постановлением Кабинета Министров Украины № 1115 от 21 ноября 2012.
Министерство здравоохранения Украины приказом от 29 марта 2017 № 346 «О совершенствовании подготовки по оказанию домедицинской помощи лиц, не имеющих медицинского образования» утвердило новые учебные программы для подготовки таких лиц.
Также Минздрав Украины ввёл две новые специальности инструкторов по преподаванию навыков помощи:
- инструктор по оказанию догоспитальной помощи,
- инструктор по оказанию первой помощи.[23]

Это позволит стандартизировать преподавание соответствующих уровней помощи и охватить обучением большее количество людей.
Для эффективного оказания помощи Минздрав также изменяет состав автомобильной аптечки. На дорогах Украины ежедневно происходит около 554 аварий. Смертность здесь выше, чем в других европейских странах. В то же время состав аптечек не меняли 20 лет. Перечень новых аптечек составлен в соответствии с европейским опытом. В необходимый минимум входят только средства, которые могут помочь спасти жизни пострадавших. При этом запрещается дополнять аптечки собственными лекарственными средствами.

## Стандартизация медицинской помощи

### Новые клинические протоколы
Исследование Офиса эффективного регулирования показало, что украинское информационное поле засорено — около 35% актов устаревшие, неактуальные и неэффективные.
28 апреля 2017 вступил в силу приказ МЗ Украины № 1422 от 29 декабря 2016 года. Он позволяет украинским врачам использовать в своей работе международные клинические протоколы и соответственно оказывать помощь по мировым стандартам.
К этому клинические протоколы разрабатывались на основе методики адаптации международных клинических руководств. Начиная с 2012 года создано лишь 123 унифицированных протокола. В некоторых случаях они разрабатывались на базе клинического опыта членов группы. Их часть создана на старой доказательной базе. Кроме того, украинские унифицированные клинические протоколы могут содержать торговые названия определенных препаратов, что приводит к лоббированию соответствующих фармакологических компаний.
Этим приказом также был отменена необходимость внедрения локальных клинических протоколов. Раньше каждое лечебное учреждение вынуждено было самостоятельно разрабатывать такие документы. Часто они базировались на источниках информации различной давности и на клиническом опыте разработчика. Юридически они были значительно весомее чем любые мировые рекомендации. Минздрав разрешил каждому заведению проводить перевод международных протоколов, основанных на доказательной медицине. При этом определён чёткий перечень международных источников для такого перевода и утверждения.

### HeRAMS Ukraine
С осени 2017 года ВОЗ в сотрудничестве с Министерством здравоохранения Украины запущен проект «HeRAMS Ukraine».
HeRAMS (англ. Health Resources Availability Mapping System) — электронная система мониторинга медицинских ресурсов — инструмент ВОЗ для стандартизации и оценки доступности медицинских услуг в разных странах. Его используют для разработки вариантов экстренного реагирования. На определённой территории собирается информация по четырём основным направлениям: учреждения здравоохранения, ресурсы для предоставления услуг, наличие медицинских услуг в определённых сферах, причины отсутствия медицинских услуг. На основе полученных данных делаются аналитические отчёты и разрабатываются возможные меры для улучшения ситуации. Возможно проведение периодического мониторинга.
Система была опробована и показала хорошие результаты в Судане, Центральноафриканской Республике, Фиджи, Мали, Нигерии, на Филиппинах, в Сирийской Арабской Республике и Йемене. Благодаря ей руководители здравоохранения смогли оценить имеющиеся ресурсы и направить действия в правильном направлении.
Сначала оценка будет проводиться только на территории Донецкой и Луганской областей.

### Военная экстренная медицина
5 января 2017 Минздрав приказом № 6 утвердил современные военную аптечку, военную автомобильную аптечку и рюкзаки для санитаров и санитарных инструкторов. Их состав соответствует стандартам развитых стран, в том числе и входящих в НАТО. С этими средствами военнослужащий может помочь при частых экстренных ситуациях. Они прежде всего нацелены на избавление от тех причин смерти, которые можно предупредить.

### Другое
Также важны разработка и создание стандартов для инструкторских центров, создание системы аккредитации указанных центров, сертификации инструкторов по оказанию домедицинской помощи.

## Внедрение экстренных медицинских техников и парамедиков
По рекомендации ВОЗ Украина внедряет близкую к англо-американской систему предоставления экстренной медицинской помощи. В 2017 году Минздрав Украины ввёл две специальности — парамедика и экстренного медицинского техника.
Парамедик — лицо с уровнем образования не ниже младшего бакалавра области знаний «Здравоохранение» и соответствующей специализацией (срок обучения 3 года для лиц с полным средним образованием, 4 - с неполным). Квалификационные требования к парамедику выше, чем к фельдшеру. Программа обучения парамедиков больше направлена на предоставление экстренной медицинской помощи, у них более расширенные требования к профессиональным умениям и навыкам в этой сфере. С сентября 2018 года начался первый набор на эту специальность в медицинских учебных заведениях.
Введение парамедиков касается только фельдшеров из состава бригад экстренной (скорой) помощи. На ФАПах (фельдшерско-акушерских пунктах) или в других местах фельдшера продолжают работать.

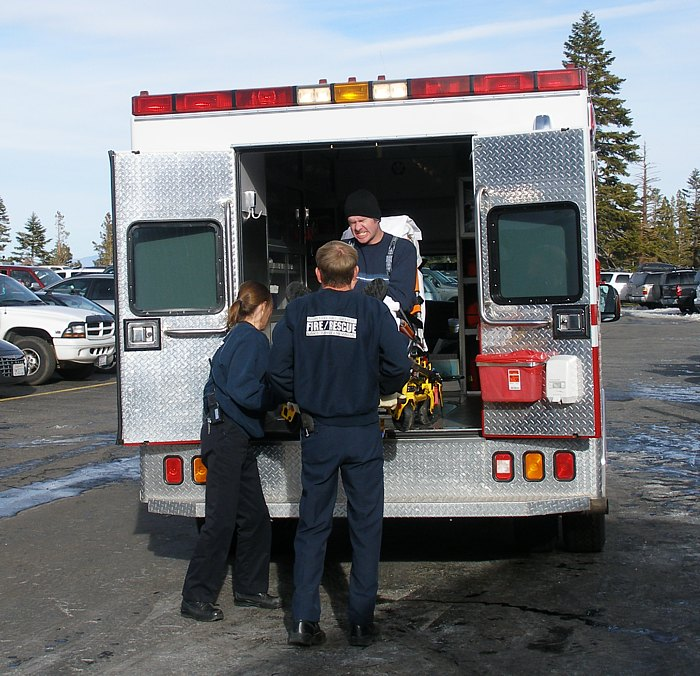
Экстренные медицинские техники загружают раненого лыжника в автомобиль скорой помощи.

Экстренные медицинские техники со временем заменят водителей автомобилей скорой помощи. По продолжительности обучения и навыками специальность соответствует уровню ЕМТ-В, распространенном во многих странах. 
Минимальными требованиями к экстренному медицинскому технику на Украине:
- полное общее среднее образование и подготовка по профессии «Экстренный медицинский техник»;
- наличие сертификата о прохождении обучения по программе подготовки по профессии «Экстренный медицинский техник»;
- удостоверение водителя соответствующей категории для вождения.[23]

Фельдшеры, работающие в бригадах экстренной медицинской помощи, смогут стать парамедиками, пройдя повышение квалификации. На прохождение тренировки и сертификацию фельдшеров экстренной медицинской помощи до уровня парамедиков, водителей — до уровня экстренных медицинских техников Министерство здравоохранения определило переходный 5-летний период. К этому времени они могут работать в составе бригад.
Водители экстренной помощи после прохождения обучения смогут в дальнейшем работать экстренными медицинскими техниками. Однако экстренный медицинский техник будет иметь соответствующие навыки, чтобы помогать парамедикам в оказании помощи.
На переходный период в бригадах также будут в дальнейшем работать врачи медицины неотложных состояний. Для получения сертификата специалиста врачу следует учиться 6 лет в медицинском вузе и 1,5 года проходить интернатуру. Однако на данный момент врачи часто ездят на вызовы, которые не соответствуют их высокой квалификации. После окончания переходного периода врачей будут привлекать лишь на отдельные тяжелые случаи, как это происходит во многих развитых странах. Большинство из них перейдет работать в отделение экстренной помощи лечебных учреждений, там у врача больше возможностей использовать свои знания и навыки.

## Обучение персонала в соответствии с новыми программами

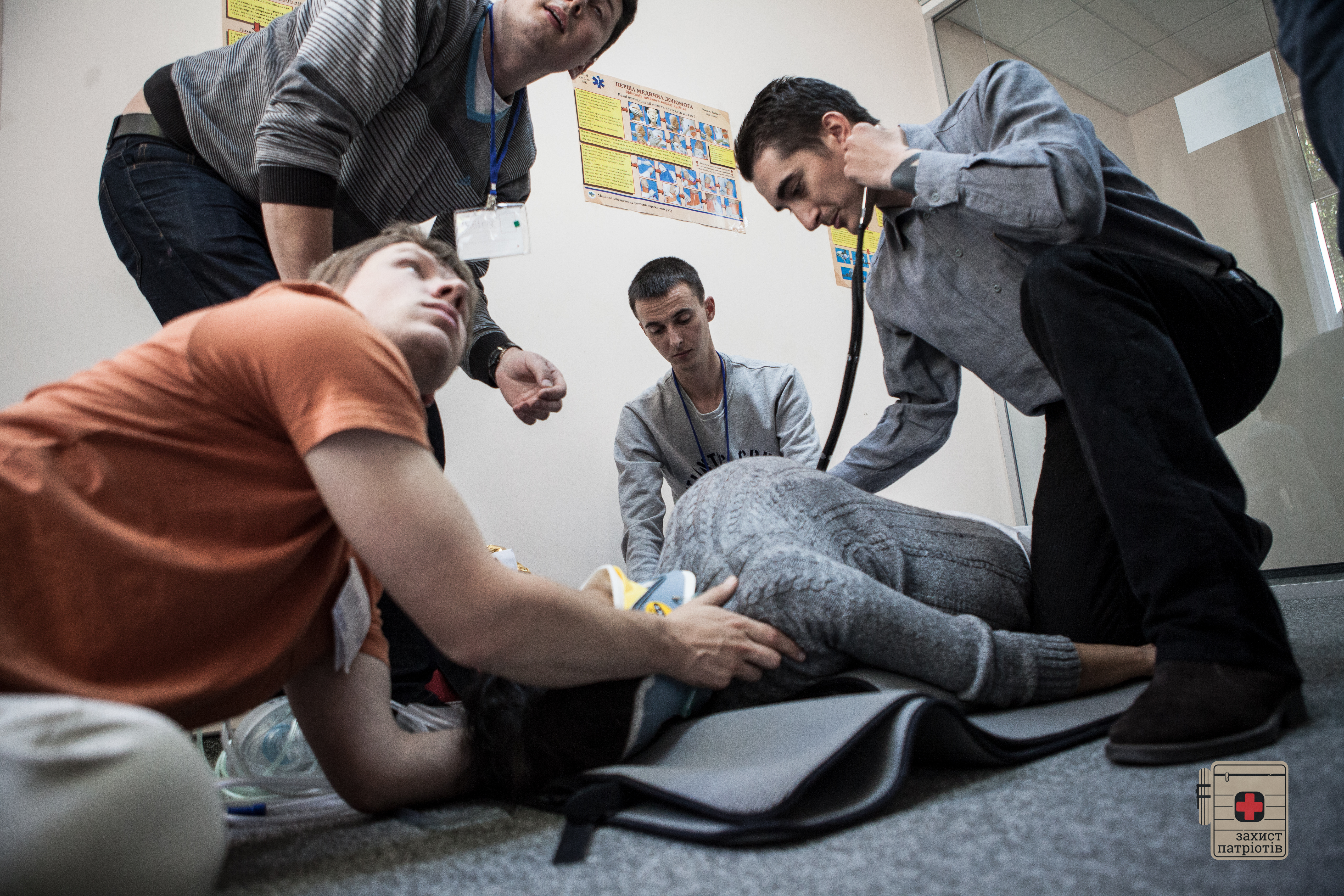
Обучение современных принципов оказания помощи во время травмы.

С участием британских и американских врачей разработана программа шестидневного учебного курса «Поддержка жизни во время травмы. Украинская программа». Она рассчитана на повышение квалификации врачей, оказывающих экстренную медицинскую помощь травмированным: врачей-хирургов, врачей-анестезиологов, врачей ортопедов-травматологов, врачей медицины неотложных состояний и т.д.
В программе учтены основные требования соответствующих международных аналогов, таких как «PHTLS», «ALS», «ATLS». Курс состоит из семинаров, практических станций и симуляций. Он призван систематизировать подход к травмированным, отработать командную работу и навыки эффективной коммуникации.
В октябре 2017 года на заседании учёного совета Национальной медицинской академии последипломного образования имени П. Л. Шупика обсуждались и были утверждены учебный план и программа выездного учебно-тренировочного цикла тематического усовершенствования: «Поддержка жизни во время травмы. Украинская программа».

## Улучшение работы диспетчерских

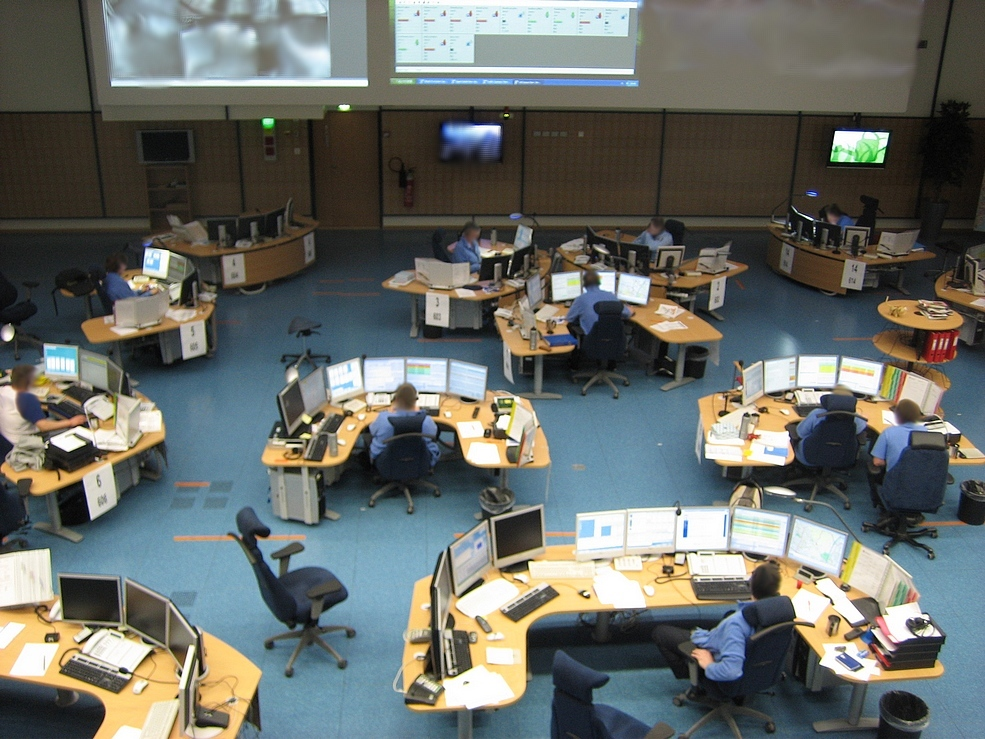
Диспетчерская экстренной помощи в Финляндии.

В большинстве областей Украины вызовы принимают на станциях экстренной медицинской помощи отдельного района и координируют бригады только своей станции. В некоторых районах вызовы принимают врачи или младшие медсестры. Соответственно, если в соседнем районе рядом с местом происшествия даже будет автомобиль экстренной помощи, он туда не поедет. Централизованные диспетчерские, которые принимали вызовы и координировали бригады всей области были лишь в нескольких областях (Днепропетровской, Харьковской и Херсонской) и Киеве.
С внедрением современных централизованных диспетчерских вызовы будут принимать специально обученные диспетчеры в областном центре. Диспетчеры будут определять потребность выезда на основе протоколов диспетчеризации. Также все автомобили экстренной медицинской помощи оборудуют GPS-трекерами, а использование современной системы позволит отслеживать вызовы. Согласно этому диспетчер будет видеть на интерактивной карте расположение всех бригад в режиме реального времени и места вызовов. Он сможет направить к больному или пострадавшему ближайшую бригаду, независимо от того, к какой станции она принадлежит. Это позволит даже при ограниченных ресурсах оказывать своевременную медицинскую помощь.

## Создание отделений экстренной медицинской помощи

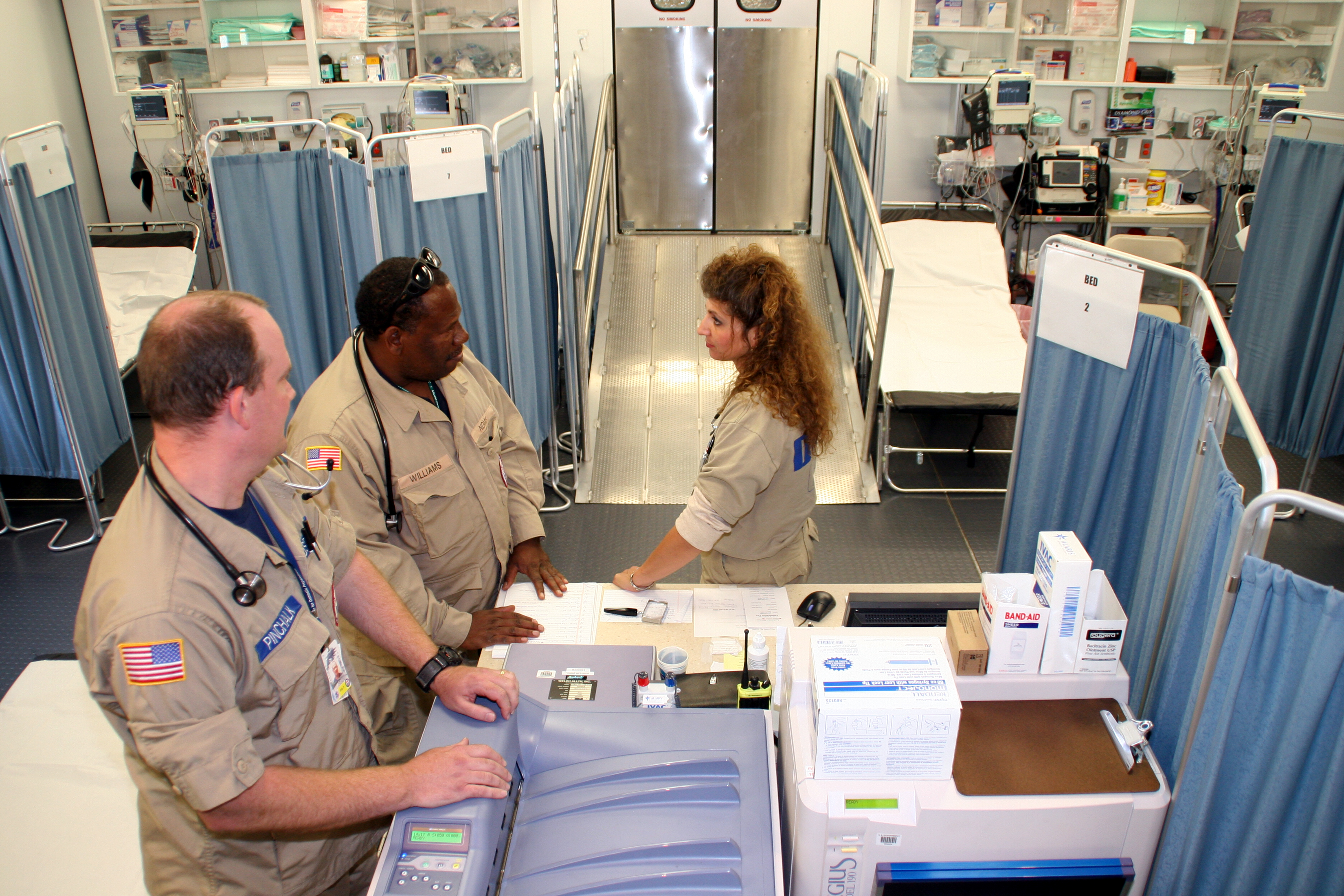
Отделение экстренной помощи в США.

Отделение экстренной помощи (англ. Emergency department, ED) — отделение больницы, где оказывается помощь при неотложных состояниях у пациентов с заболеваниями и травмами. Их доставляют бригады экстренной медицинской помощи или они обращаются сами, поэтому отделение размещено на первом или другом легкодоступном этаже лечебного учреждения.
В отделениях экстренной помощи есть кровати для оказания помощи и наблюдения. Пациент может находиться определенный ограниченный период времени, обычно до 24 часов. В случае, если состояние критическое, жизненные функции стабилизируют в зоне ресусцитации (англ. Resuscitation area). После его переводят в операционную или отделение интенсивной терапии (реанимации). Если помощь можно полностью предоставить в отделении экстренной помощи, пациента выписывают домой. В противном случае его переводят в другое отделение больницы или другое лечебное учреждение.
Это отделение следует отличать от приёмных отделений, где обычно нет кроватей для пребывания пациентов и часто отсутствуют условия для оказания качественной помощи. В приёмных отделениях может не быть врача, или чередуются врачи различных специальностей. В отделениях экстренной помощи работают специально подготовленные врачи, обычно врачи экстренной медицины (медицины неотложных состояний) или других специальностей, прошедшие соответствующую специализацию.
Согласно реформированию здравоохранения, наличие отделения экстренной помощи должно быть стандартом для многопрофильной больницы, где оказывают помощь при невидных случаях. Это позволит приблизить качественную помощь к пациенту. В этих отделениях должны работать врачи неотложных состояний. Так они смогут лучше использовать свои знания и навыки для помощи пациентам.

## Критика
По поводу экстренной помощи в средствах массовой информации периодически появляются выступления против Минздрава Украины. Основные претензии касаются нескольких вопросов.
Больше всего критика касается идеи заменить фельдшеров на парамедиков. При этом СМИ указывают на различную продолжительность их обучения — от нескольких месяцев до полугода. Проблема заключается в том, что термин «парамедик» в различных странах соответствует разному квалификационному уровню. В зависимости от страны или региона в ее пределах, срок обучения лиц, которых называют парамедиками, колеблется от нескольких месяцев до 4 лет.
На Украине парамедик — это медицинский работник с высшим образованием по степени ниже младшего бакалавра в области знаний «Здравоохранение». Срок обучения в медицинском колледже продолжается не менее 3 лет с особым вниманием на оказании медицинской помощи в системе экстренной помощи.
В 2017 году СМИ распространяли новости об увольнении всех фельдшеров скорой помощи. Однако фельдшеры и водители скорой помощи смогут в дальнейшем работать в составе бригад в течение переходного 5-летнего периода. За это время фельдшеры должны пройти многомесячные курсы повышения квалификации, а водители — нескольконедельные. Врачи и в дальнейшем будут привлекаться к отдельным вызовам.
В конце 2017 года в отдельных СМИ также появились сообщения, что скорая не будет выезжать на вызовы, связанные с сердечными приступами и очень высокой температурой у детей.
Согласно законодательству, обращения к экстренной помощи делятся на экстренные (угрожающие жизни) и неэкстренные. На экстренные вызовы должны выезжать бригады экстренной (скорой) медицинской помощи, а на неэкстренные — служба неотложной помощи (при поликлинических учреждениях, так называемая «неотложка»). В случае, если служба неотложной помощи не может принять вызов, диспетчер направляет к пациенту бригаду экстренной (скорой) медицинской помощи, незанятую на момент вызова в экстренных случаях (например, на месте ДТП, при инсульте или преждевременных родах). То есть, в любом случае больной получит надлежащую медицинскую помощь у себя дома или, при необходимости, будет госпитализирован в учреждении здравоохранения.